# Nationaal Wegenbestand

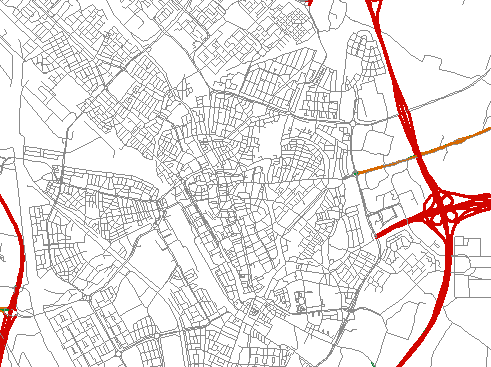
Voorbeeld NWB op wegvakniveau (Utrecht)

Het Nationaal Wegenbestand (of NWB) is een digitaal geografisch bestand van alle wegen in Nederland. In het bestand zijn wegen opgenomen die worden beheerd door het Rijk, provincies, gemeenten, waterschappen en sommige wegen in privaat beheer. Dit geldt niet alleen voor wegen die voorzien van een straatnaam of nummer, maar ook voor vrijliggende fietspaden en onverharde wegen. Beperkt zijn ook voetpaden aanwezig.
Bij een weg met gescheiden rijbanen (de meeste Rijkswegen) worden de banen als aparte wegvakken in het bestand verwerkt.
In totaal bestaat het NWB-Wegen uit ongeveer 1,5 miljoen wegvakken met een totale lengte van bijna 200.000 kilometer. Het NWB-Wegen wordt maandelijks geactualiseerd door de Centrale Informatievoorziening van Rijkswaterstaat. Ook is er een NWB dagelijks beschikbaar.
Sinds 1 januari 2009 is het NWB door het Ministerie van Verkeer en Waterstaat vrijgegeven zonder restricties. Voor die datum is er een overgangstermijn geweest waarin het NWB zonder recht op hergebruik om tegemoet te komen aan de belangen van de gevestigde navigatiemarkt. In 2020 zijn gemeenten, provincies, waterschappen en Rijkswaterstaat gestart met het ontwerpen en organiseren van de samenwerking voor het nieuwe NWB onder de vlag van het Nationaal Dataportaal voor Wegverkeer.